# Yawl

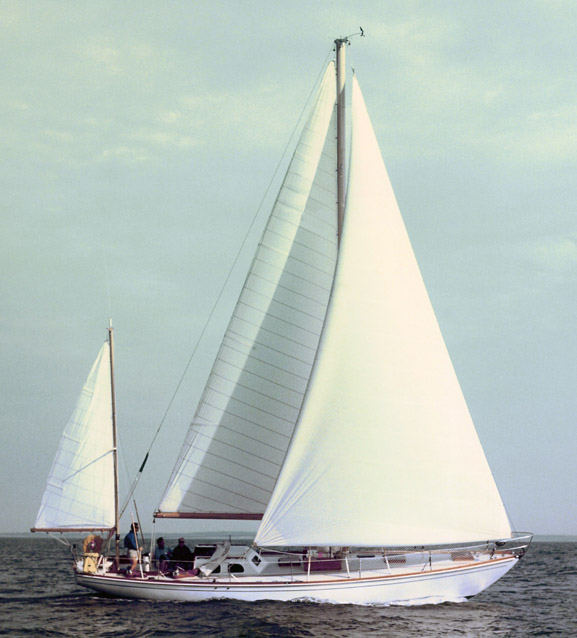
Yawl unter vollen Segeln

Die Yawl (englisch, von niederl. jol) ist ein Segelboot, sie ähnelt der Ketsch, nur steht hier der Besanmast, der auch Treibermast genannt wird, außerhalb der (Konstruktions-)Wasserlinie und ist in der Regel deutlich kürzer (max. 50 % des Großmastes) als der der Ketsch. Die Besanschot wird aufgrund des sehr weit achtern stehenden Besanmastes häufig über einen Heckausleger geführt. Yawls haben meist eine elegantere Linienführung und Takelung als Ketschen, da der Großmast weiter achtern stehen kann und mehr Raum für Vorsegel vorhanden ist. Ihr Großmast kann wie bei der Ketsch 7/8-, topp- oder kuttergetakelt sein.
Praktisch dient der Besan auf einer Ketsch hauptsächlich zum Vortrieb, auf einer Yawl hauptsächlich zum Balancetrimm des Segelschwerpunktes. Daher kann der Besan im Vergleich zur Ketsch auch kleiner, das Großsegel größer sein. Das Großsegel einer Yawl hat in der Regel eine ähnliche Fläche wie das Großsegel einer vergleichbaren Slup.
Das Yawl-Rigg wurde ursprünglich für Fischereiboote entwickelt. Ein gutes Beispiel dafür war die Salcombe Yawl, ein traditionelles kleines Fischerboot, das in Devon gebaut wurde. In seiner Blütezeit war das Rigg vor allem bei Einhandseglern beliebt, etwa bei Weltumseglern wie Joshua Slocum oder Francis Chichester, da Yawls dazu getrimmt werden können, auch bei kleineren Windabweichungen einem vorgegebenen Kompasskurs zu folgen. Moderne Selbststeuerungsanlagen und Navigationshilfen haben diese Eigenschaft weniger wertvoll gemacht. Ein anderer Grund, dass Yawls heute eher selten sind, ist die Verdrängung des Yachthecks durch das mit der Yawl nicht vereinbare konkave Spiegelheck, sportlich, weil es eine höhere Rumpfgeschwindigkeit erlaubt, praktisch, weil die Aufnahme von schwimmenden Personen oder das Übersteigen vom Dingi bei einem Spiegelheck mit Badeleiter einfacher ist.
Ketsch und Yawl bezeichnet man auch als 1½-Master.

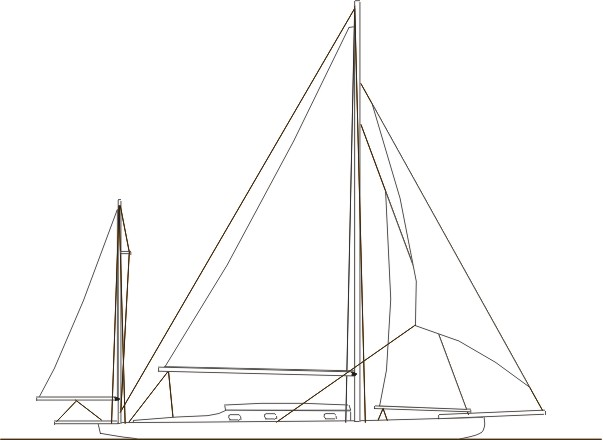
Gezeichnete Yawl

Im gezeichneten Beispiel ist die Yawl kuttergetakelt, da sie mehr als ein Vorsegel fährt. Und sie hat ein Partialrigg (sie ist „7/8“-getakelt). Ferner fährt sie Hoch- oder Bermudasegel. Der achtere Mast (Besanmast) fährt kein Vorstag, dafür hat er eine Jumpstagspreize und Jumpstage.